# Мелло Брейнер, София де
София де Мелло Брейнер (порт. Sophia de Mello Breyner Andresen; 6 ноября 1919, Порту — 2 июля 2004, Лиссабон) — португальская поэтесса.

## Передача имени
Вариант «Мелло» зафиксирован в серии «Библиотека всемирной литературы» (том 152, 1977). Согласно правилу португальско-русской практической транскрипции корректней использовать вариант орфографии «Меллу».

## Биография

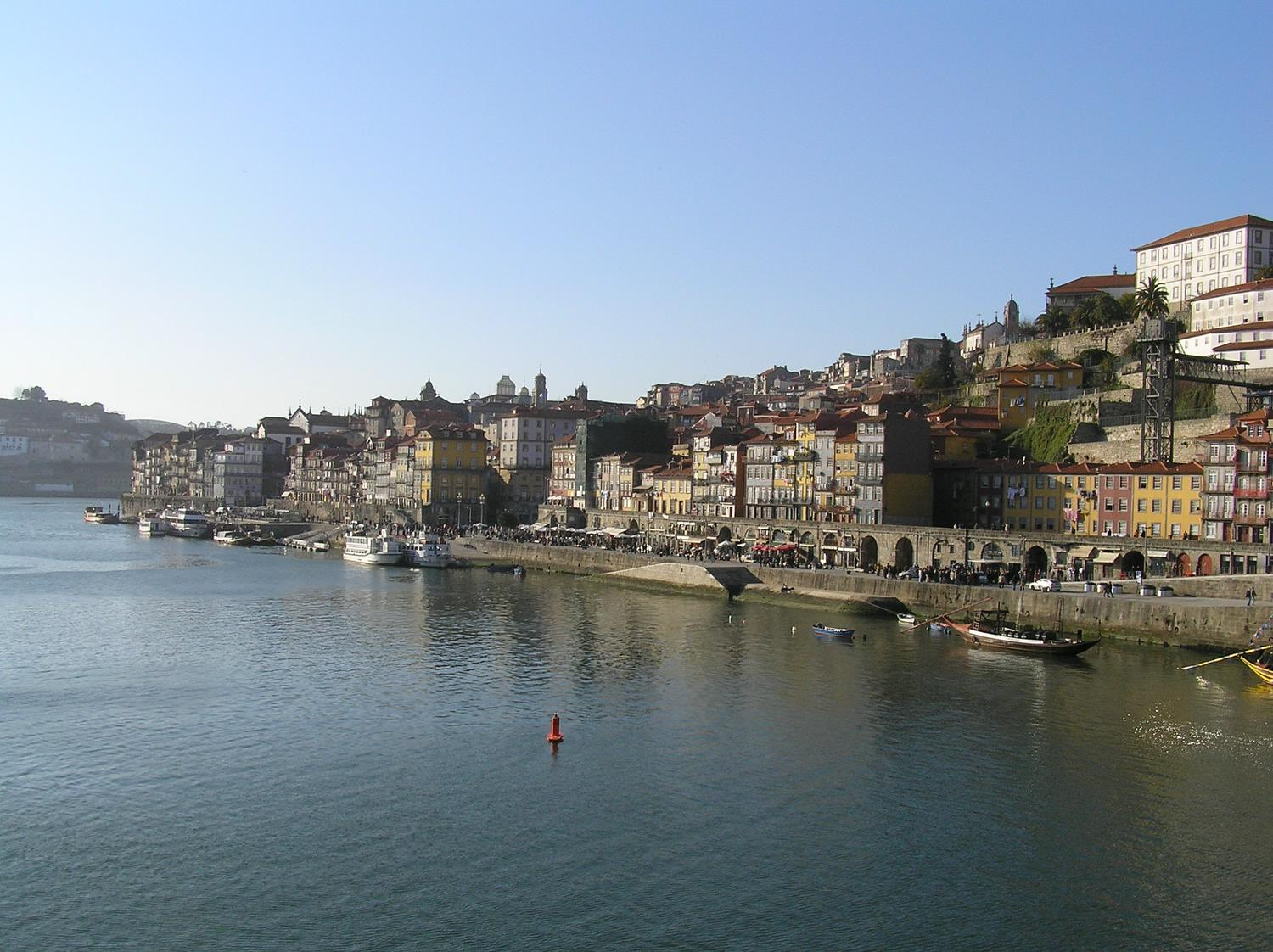
Порту, старый город на правом берегу реки Дору

С отцовской стороны — датского происхождения, принадлежала к старой португальской аристократии. Воспитывалась в традиционалистском, католическом духе, однако отличалась последовательно либеральными взглядами в политике и культуре. Сотрудничала с оппозиционным издательством Dom Quixote, основанным датчанкой Сну Абекассиш.
Училась на факультете классической филологии в Лиссабонском университете, курса не окончила. Принадлежала к левокатолической оппозиции авторитарному режиму Нового государства. После падения последнего в итоге Революции гвоздик в 1975 году была избрана в португальский парламент (на тот момент — учредительное собрание) от Социалистической партии.

## Семья
Муж — писатель и журналист Франсишку Жозе де Соуза Тавареш (1920—1993).
Дочь — Мария Андрезен (порт. Maria Andresen de Sousa Tavares), род. 9 октября 1948, Порту, поэтесса, переводчица англоязычной и французской поэзии. Преподает в Классическом университете Лиссабона. Публикует и комментирует литературное наследие матери. Соиздательница журнала Cadernos de Literatura.

## Творчество и признание
Стихи Софии де Мелло Брейнер переведены на большинство европейских языков. Она — лауреат Большой поэтической премии Союза писателей Португалии (1964, за сборник лирики «Книга шестая»), премии Международной ассоциации критики (1983), премии короля Диниша (1989), премии Петрарки (Италия, 1995), премии Камоэнса (1999), премий Росалии де Кастро (Галисия, 2000), Макса Жакоба (Франция, 2001), королевы Софии (Испания, 2003). Переводила Еврипида, Данте, Шекспира, Клоделя, автор книг для детей. О ней снят документальный фильм Жуана Сезара Монтейро (1969).

## Произведения
- Poesia/ Стихи (1944)
- O Dia do Mar/ День моря (1947)
- Coral/ Хорал (1950)
- Mar Novo/ Новое море (1958)
- A Menina do Mar (1958)
- A Fada Oriana (1958)
- Noite de Natal (1959)

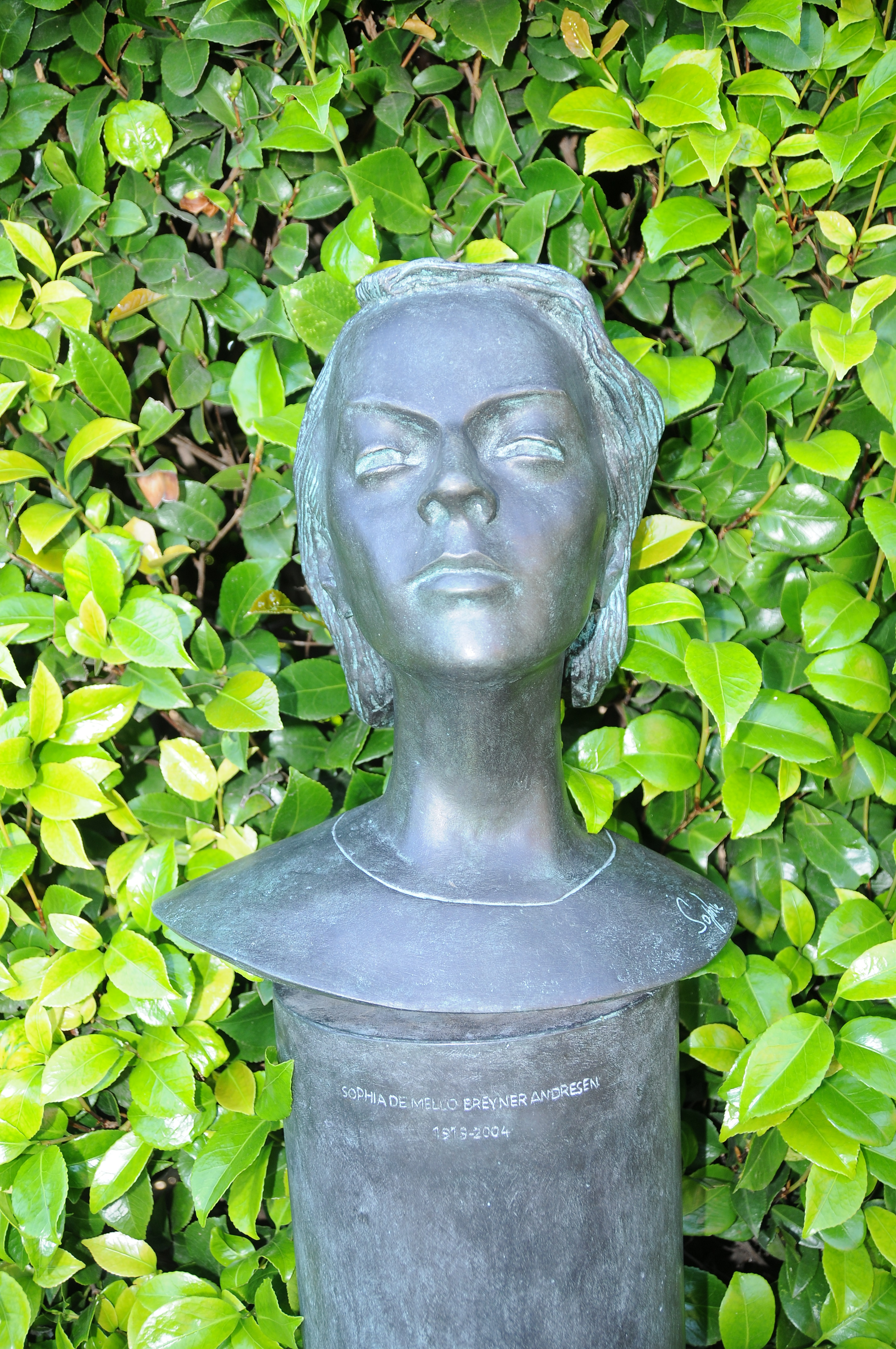
Бюст Софии де Мелло Брейнер в Jardim Botânico do Porto

- Poesia e Realidade/ Поэзия и реальность (1960, эссе)
- O Cristo Cigano/Цыганский Христос (1961)
- Livro Sexto/ Книга шестая (1962)
- Contos Exemplares/ Назидательные новеллы (1962, проза)
- O Cavaleiro de Dinamarca/ Рыцарь из Дании (1964, историко-фантастическая проза для детей)
- O Rapaz de Bronze/ Бронзовый мальчик (1965)
- A Floresta/ Цветник (1968)
- Grades (1970)
- Dual (1972)
- Navegações (1983)
- Histórias da Terra e do Mar/ Истории земные и морские (1984, волшебно-фантастическая проза)
- A Arvore (1985)
- Ilhas/ Острова (1989)
- O Buzío de cós e outros poemas (1997)

## Сводные издания
- Obra Poética. 3 vol. Lisboa: Caminho, 1990—1991.

## Публикации на русском языке
- Биография / Родина / пер. с порт. И. Чежеговой // Западноевропейская поэзия XX века : в 200 т. / Вступ. ст. Роберта Рождественского, сост. раздела «Португалия» и прим. Е. Ряузовой. — М. : Художественная литература, 1977. — Т. 152. — С. 472. — 847 с. — (Библиотека всемирной литературы). — 303 000 экз.
- Из современной португальской поэзии/ Сост., предисл. и справки об авт. Е. Ряузовой. М.: Прогресс, 1980.
- Из португальской поэзии XX-XXI веков: традиция и поиск //«Иностранная литература». Перевод и вступление И. Фещенко-Скворцовой — 2017. — № 4. — С. 107—125. ISSN: 0130-6545 http://magazines.gorky.media/inostran/2017/4/iz-portugalskoj-poezii-hh-hhi-vekov-tradiciya-i-poisk.html
- Фещенко-Скворцова И.. Эссе: Из португальской поэзии ХХ — XXI веков: София де Мелу Брейнер Андрезен // Поэзия.ру. (Электронный ресурс). https://poezia.ru/works/127403
- Мы ещё воскреснем меж белыми стенами Кносса. Из стихов Софии де Мелло Брейнер Андресен (перевод А. Э. Графова): // «Особняк» № 5, 2017 г.